# Kanál Rudé vlajky
Kanál Rudé vlajky (čínsky: 红旗渠; pchin-jin: Hóngqí qú) je zavlažovací kanál nacházející se 80 kilometrů severozápadně od An-jangu, v severním výběžku Che-nanu, v Číně.

## Zeměpisná poloha
Kanál začíná blízko hranice Che-nanu a Šan-si. Odvádí vodu z řeky Čang (漳河). Řeka Čang teče ze Šan-si a poté se stává hranicí mezi provincií Che-pej a provincií Che-nan poblíž města Chan-tan. Přehrada se nachází v blízkosti rohu tří provincií. Kanál se vine kolem strany útesu, přes 42 tunelů a podél pohoří Tchaj-chang. Hlavní kanál je 71 kilometrů dlouhý s mnoha větvemi pro distribuci vody.

## Historie
Kanál byl zahájen během Velkého skoku vpřed a byl postaven v 60. letech 20. století, přičemž hlavní kanál byl dokončen v roce 1965. Byl vyhlouben výhradně ruční prací. Hlavní kanál má délku 71 kilometrů. Včetně distribučních větví má zavlažovací systém celkovou délku 1500 kilometrů.
Jeho funkcí je zavlažování 36 000 hektarů polí v okresu Lin-čou a vyřešilo problém se zásobováním vodou asi 567 000 lidí.
Kanál Rudé vlajky byl považován za velký úspěch čínských dělníků v 60. letech a stal se námětem několika filmů. Kanál Rudé vlajky byl v propagandě uváděn, jak v Číně, tak v zahraničí, jako příklad toho, čeho mohou dělníci dosáhnout prostřednictvím místních masových iniciativ.
Lin-čou (dříve nazývaný Linxian) a kanál Rudé vlajky navštívil italský filmový režisér Michelangelo Antonioni při tvorbě jeho dokumentárního filmu Čung kuo Čína o Číně během Kulturní revoluce v roce 1972.